# Theognóstos Alexandrijský
Theognóstos Alexandrijský († 282 Alexandrie) byl pravděpodobně nástupcem Dionýsia Alexandrijského na alexandrijském biskupském stolci, kde působil v letech cca 265-282. Theognósta a jeho spis Ύποτυπώσεις (Hypotypóseis) zmiňuje Fótios, naopak Jeroným o něm mlčí. Podle Fótia byly Theognóstovy myšlenky podobné jako myšlenky Órigenovy.
Theognóstovo dílo mělo podobu dogmatické sumy. Jeho učení se zakládalo na Órigenově, zvláště v otázce subordinacionismu. Z celého obsáhlého spisu se dochoval jen malý zlomek objevený Diekampem v jednom benátském rukopise ze 14. století.